# 加比 (足球运动员)
加夫列尔·费尔南德斯·阿雷纳斯（西班牙語：Gabriel Fernández Arenas，發音：[ɡaˈβɾjel feɾˈnandeθ aˈɾenas]；1983年7月10日—），簡稱加比（西班牙語：Gabi，發音：[ˈɡaβi]），西班牙足球運動員，司職防守中場，最後效力於艾薩德。
他在西甲上場超過250次，球員生涯大多在馬德里競技以及薩拉戈薩渡過，他在前者已經嬴得無數本土和歐洲賽的冠軍。

## 足球生涯

### 馬德里競技
加比出生在馬德里，他是馬德里競技的青訓球員。他在03-04賽季開始為床單軍團的一隊效力。
2004-05賽季，他被球會租借至另一西甲球會赫塔費。
2005-07兩個賽季，加比為床單軍團上陣52場，更射入自己在馬德里競技的第一個進球，當時在2006年4月9日作客面對愛斯賓奴的比賽中，他射入一球遠射協助球隊以1:1迫和對手。

### 薩拉戈薩

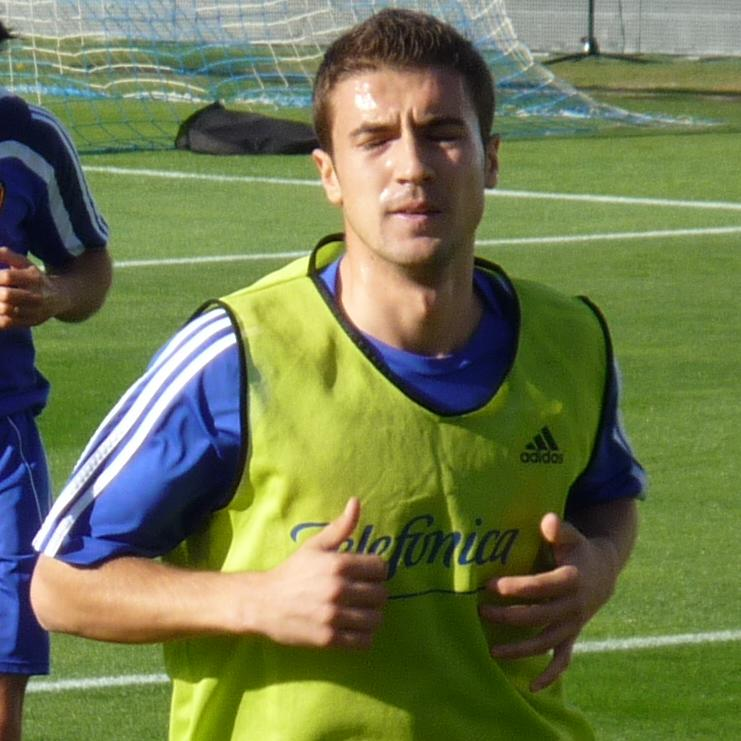
在薩拉戈薩受訓期間

在2007年2月上旬，加比以900萬歐元離隊加盟薩拉戈薩。並簽訂4年合約。他在薩拉戈薩的首季是讓人無可爭議的，但薩拉戈薩仍然因為成績欠佳而從西甲返回西乙行列。
加比在08-09球季的出色表現，他上陣35場，協助薩拉戈薩在短短一季就能重返西甲行列。
在薩拉戈薩重返西甲後，加比已經成為陣中不可缺乏的中場球員。最終協助在09-10球季球隊奪得第十四名，得以保留西甲席位。
在2010-11球季，加比幾乎打滿所有比賽。他只因為累積黃牌數目而停賽一場。他在該季以隊長的身份為薩拉戈薩射入11球，當中六球為點球。從而令在該季一直受降級旋渦困擾的薩拉戈薩護級成功。2011年3月12日，他在主場對陣華倫西亞的比賽中射入兩球;4月30日，他射入一球令球隊以3:2戰勝主場的皇家馬德里，讓球隊保持護級的可能。在聯賽最後一輪舉行前，薩拉戈薩只得42分排在第十八位，球隊更要作客面對着同樣有護級壓力的利雲特。加比在此時發揮其領袖本色，首先在上半場打進一球直接自由球，及後在下半場再射入一球。令這支阿拉貢地區球隊最終以2:1擊敗利雲特，全取關鍵三分。球隊最終也擺脫降班的命運，以13名完成賽季。

### 馬德里競技
2011年7月1日，加比重返母會馬德里競技。轉會費大約300萬歐元。他在同年12月4日打進自己回歸母會後的第一個進球，但他在下半場補時兩分鐘打進一記烏龍球。但仍無礙球隊在主場以3:1擊敗到訪的華歷簡奴。他在這一球季夥拍俱樂部另一青訓球員馬里奧‧蘇亞雷斯，兩人同樣司職中場皆表現出色。而加比穩定的表現令他漸漸鞏固他在床單軍團的正選地位。
隨着原隊長安東尼奧·洛佩斯離隊，主教練施蒙尼任命加比成為了床單軍團的隊長。
在這一個球季中，加比在各項賽事中上陣45場，當中包括7場西班牙國王盃的賽事。更協助俱樂部在同城死敵皇家馬德里的主場班拿貝球場所舉行的國王盃決賽中通過加時賽以2:1擊敗皇馬。令球會在17年後再度奪取國王盃的寶座
2014年5月17日，馬德里競技作客巴薩隆納。球會只要打平就能奪取西甲冠軍。當時球隊在上半場落後0:1，加上陣中主力迪亞高·哥斯達和阿爾達·圖蘭分別在16和23分鐘因傷退下火線，令球隊奪冠形勢極不樂觀。但球隊在下半場開始後調整戰術，立即施以連番攻勢。在第49分鐘，加比利用一次角球戰術將球傳予位處禁區圈的高甸頭球破網。將比分拉成1:1，也令床單軍團最終以同樣的比分迫和巴薩隆納，從而奪得自1996年以來首個西甲冠軍寶座。
2014年7月4日，加比與俱樂部簽署新的合同，他將會留在床單軍團到2017年夏季。
2015年1月28日，在西班牙國王盃半準決賽次回合對陣巴薩隆納的比賽中，加比在半場休息時因為不滿主裁判的判決而在球員通道與主裁判理論，被主裁判認為過於激烈而被兩黃一紅判罰離場。而他的中場搭檔蘇亞雷斯在下半場尾段也因為侵犯對手被主裁判驅趕離場。馬競最終在主場2:3不敵巴薩無緣國王盃四強。

## 俱樂部數據
最後更新：2018年5月20日
| 俱乐部     | 赛季     | 联赛     | 联赛 | 联赛 | 西班牙國王盃 | 西班牙國王盃 | 欧战 | 欧战 | 其他 | 其他 | 合计 | 合计 |
| 俱乐部     | 赛季     | 联赛等级 | 出场 | 进球 | 出场         | 进球         | 出场 | 进球 | 出场 | 进球 | 出场 | 进球 |
| ---------- | -------- | -------- | ---- | ---- | ------------ | ------------ | ---- | ---- | ---- | ---- | ---- | ---- |
| 马德里竞技 | 2003–04  | 西甲     | 6    | 0    | 1            | 0            | —    | —    | —    | —    | 7    | 0    |
| 马德里竞技 | 2004–05  | 西甲     | 0    | 0    | 0            | 0            | 3    | 0    | —    | —    | 3    | 0    |
| 马德里竞技 | 2005–06  | 西甲     | 32   | 1    | 1            | 0            | —    | —    | —    | —    | 33   | 1    |
| 马德里竞技 | 2006–07  | 西甲     | 20   | 0    | 2            | 0            | —    | —    | —    | —    | 22   | 0    |
| 马德里竞技 | 合计     | 合计     | 58   | 1    | 4            | 0            | 3    | 0    | —    | —    | 68   | 1    |
| 赫塔菲     | 2004–05  | 西甲     | 32   | 2    | 2            | 0            | —    | —    | —    | —    | 34   | 2    |
| 赫塔菲     | 合计     | 合计     | 32   | 2    | 2            | 0            | —    | —    | —    | —    | 34   | 2    |
| 萨拉戈萨   | 2007–08  | 西甲     | 32   | 0    | 3            | 0            | 2    | 0    | —    | —    | 37   | 0    |
| 萨拉戈萨   | 2008–09  | 西乙     | 35   | 4    | 0            | 0            | —    | —    | —    | —    | 35   | 4    |
| 萨拉戈萨   | 2009–10  | 西甲     | 32   | 1    | 2            | 0            | —    | —    | —    | —    | 34   | 1    |
| 萨拉戈萨   | 2010–11  | 西甲     | 36   | 10   | 2            | 1            | —    | —    | —    | —    | 38   | 11   |
| 萨拉戈萨   | 合计     | 合计     | 135  | 16   | 7            | 1            | 2    | 0    | —    | —    | 144  | 16   |
| 马德里竞技 | 2011–12  | 西甲     | 31   | 2    | 1            | 0            | 17   | 1    | —    | —    | 49   | 3    |
| 马德里竞技 | 2012–13  | 西甲     | 35   | 0    | 8            | 0            | 2    | 0    | 1    | 0    | 46   | 0    |
| 马德里竞技 | 2013–14  | 西甲     | 36   | 3    | 7            | 0            | 12   | 0    | 2    | 0    | 57   | 3    |
| 马德里竞技 | 2014–15  | 西甲     | 34   | 0    | 5            | 0            | 7    | 0    | 2    | 0    | 48   | 0    |
| 马德里竞技 | 2015–16  | 西甲     | 35   | 1    | 4            | 0            | 12   | 0    | 0    | 0    | 51   | 1    |
| 马德里竞技 | 2016–17  | 西甲     | 34   | 0    | 5            | 0            | 11   | 0    | 0    | 0    | 50   | 0    |
| 马德里竞技 | 2017–18  | 西甲     | 33   | 0    | 3            | 0            | 13   | 0    | 0    | 1    | 49   | 1    |
| 合计       | 合计     | 合计     | 238  | 6    | 33           | 0            | 74   | 2    | 4    | 0    | 349  | 8    |
| 生涯合计   | 生涯合计 | 生涯合计 | 463  | 24   | 46           | 1            | 79   | 2    | 4    | 0    | 592  | 27   |

1. 1 2 3  欧足联欧洲联赛中的出场
2. ↑  歐洲超級盃中的出场
3. 1 2 3 4 5  欧洲冠军联赛中的出场
4. 1 2 3 4 5  西班牙超級盃中的出场

## 榮譽

### 俱樂部
馬德里競技
- 西甲：2013–14冠軍
- 西班牙國王盃：2012–13冠軍
- 西班牙超級盃：2014冠軍
- 歐霸盃：2011–12冠軍,2017-18冠軍
- 歐洲超級盃：2012冠軍
- 歐洲聯賽冠軍盃：2013–14亞軍、2015–16亞軍
- 西班牙超級盃：2013亞軍

### 國家隊
- U-20世界杯：2003亞軍

## 外部連結
- 加比于馬德里體育會官网中的檔案 （英文）
- 加比于BDFutbol中的檔案（页面存档备份，存于） （英文）
- 加比于Futbolme中的檔案（页面存档备份，存于） （西班牙文）
- 加比 – FIFA國際賽競賽紀錄 (存檔) （英文）
- 加比于德国转会市场中的檔案（页面存档备份，存于） （英文）